# غيهولنغان
غويهولانغان (بالإنجليزية: Guihulngan) هي مدينة تقع في شمال إقليم أورينتال نيغروس شرق جزيرة نيغروس في الفلبين، تتميز المدينة بموقعها الساحلي القريب من بحر بيسايا، محاطة بالمناطق الزراعية والجبال المنخفضة، ما يمنحها مناظر طبيعية خلابة تجمع بين الخضرة والسواحل الهادئة.

## نبذه
يعتمد اقتصاد المدينة بشكل رئيسي على الزراعة وصيد الأسماك، إضافةً إلى بعض الأنشطة التجارية والخدمات المحلية.
تجذب المدينة الزوار لمناظرها الطبيعية والأنهار والشواطئ القريبة، مع توفير تجربة التعرف على الثقافة المحلية وطبيعة الحياة الريفية .
يمكن الوصول إلى غويهولانغان عبر الطرق البرية من المدن الكبرى في نيغروس، مع توفر بعض خدمات النقل البحري المحلية.